# مارکو کوستانتینو
مارکو کوستانتینو (انگلیسی: Marco Costantino؛ زادهٔ ۸ مهٔ ۱۹۹۱) بازیکن فوتبال اهل ایتالیا است.
از باشگاه‌هایی که در آن بازی کرده‌است می‌توان به باشگاه فوتبال مودنا، باشگاه فوتبال یوونتوس، باشگاه فوتبال لاتینا، باشگاه فوتبال سمپدوریا، و باشگاه فوتبال اسپال اشاره کرد.